# Gérardine Herbos
Félicie Gérardine Herbos - Warnotte (Brussel, 7 oktober 1883) was een Belgisch kunstschaatster.

## Levensloop
Herbos nam samen met Georges Wagemans deel aan de Olympische Zomerspelen van 1920 te Antwerpen en de Olympische Winterspelen van 1924 te Chamonix. In 1920 eindigde het duo op de zesde plaats, vier jaar later op de vijfde plaats.
In 1921 werd ze (individueel) Belgisch kampioene.